# Liste der slowakischen Beobachter und Abgeordneten zum EU-Parlament (2003–2004)
Die Liste der slowakischen Beobachter und Abgeordneten zum EU-Parlament (2003–2004) listet alle slowakischen Mitglieder des 5. Europäischen Parlamentes auf.
Nach der Ratifizierung des Beitrittsvertrags 2003 waren die Slowakei und die übrigen Beitrittsstaaten der EU-Erweiterung 2004 vom EU-Parlamentspräsidenten Pat Cox dazu eingeladene Beobachter in das Parlament zu entsenden. Die Zahl der von den einzelnen Parlamenten zu ernennenden Abgeordneten entsprach der Zahl der Mitglieder des Europäischen Parlaments, auf die das betreffende Land nach dem Beitrittsvertrag Anspruch hatte, wobei die Ernennung der Abgeordneten unter angemessener Berücksichtigung der politischen Zusammensetzung des jeweiligen Parlaments erfolgte.
Nach Inkrafttreten des Beitrittsvertrag am 1. Mai 2004 wurden die Beobachter zu Abgeordneten des Parlaments. Aufgrund des späten Zeitpunkts innerhalb der Wahlperiode des EU-Parlaments wurde die Europawahl für diese Periode nicht nachgeholt, weshalb die ersten gewählten Abgeordneten der Slowakei erst in der 6. Wahlperiode in das Parlament kamen.

## Mandatsstärke der Parteien
- GUE/NGL: 1
- SPE: 2
- NI: 2
- ELDR: 1
- EVP-ED: 6
- UEN: 1

| Nationale Partei                                               | Mandate | Fraktion                                                                                      |
| -------------------------------------------------------------- | ------- | --------------------------------------------------------------------------------------------- |
| Slovenská demokratická a kresťanská únia (SDKU)                | 3       | Fraktion der Europäischen Volkspartei und europäischer Demokraten (EVP-ED)                    |
| Kresťanskodemokratické hnutie (KDH)                            | 2       | Fraktion der Europäischen Volkspartei und europäischer Demokraten (EVP-ED)                    |
| Strana maďarskej koalície- 000Magyar Koalíció Pártja (SMK-MKP) | 1       | Fraktion der Europäischen Volkspartei und europäischer Demokraten (EVP-ED)                    |
| Smer – sociálna demokracia (Smer)                              | 2       | Fraktion der Sozialdemokratischen Partei Europas (SPE)                                        |
| Hnutie za demokratické Slovensko (HZDS)                        | 2       | Fraktionslose Abgeordnete (NI)                                                                |
| Ľudová únia (LU)                                               | 1       | Union für das Europa der Nationen (UEN)                                                       |
| Aliancia nového občana (ANO)                                   | 1       | Fraktion der Europäischen Liberalen, Demokratischen und Reformpartei (ELDR)                   |
| Komunistická strana Slovenska (KSS)                            | 1       | Konföderale Fraktion der Vereinten Europäischen Linken/ 000Nordischen Grünen Linken (GUE/NGL) |
| Gesamt                                                         | 13      |                                                                                               |

## Abgeordnete
| Bild | Name           | von            | bis           | Partei  | Fraktion | Anmerkungen |
| ---- | -------------- | -------------- | ------------- | ------- | -------- | ----------- |
|      | Edit Bauer     | 30. April 2003 | 19. Juli 2004 | SMK-MKP | EVP-ED   |             |
|      | Monika Beňová  | 30. April 2003 | 19. Juli 2004 | Smer    | SPE      |             |
|      | Július Brocka  | 1. Mai 2004    | 19. Juli 2004 | KDH     | EVP-ED   |             |
|      | Robert Fico    | 30. April 2003 | 19. Juli 2004 | Smer    | SPE      |             |
|      | Milan Gal'a    | 1. Mai 2004    | 19. Juli 2004 | SDKU    | EVP-ED   |             |
|      | Tomáš Galbavý  | 1. Mai 2004    | 19. Juli 2004 | SDKU    | EVP-ED   |             |
|      | Jozef Heriban  | 9. Sep. 2003   | 19. Juli 2004 | ANO     | ELDR     |             |
|      | Sergej Kozlík  | 30. April 2003 | 19. Juli 2004 | HZDS    | NI       |             |
|      | Pavol Kubovič  | 30. April 2003 | 19. Juli 2004 | SDKU    | EVP-ED   |             |
|      | Jozef Ševc     | 30. April 2003 | 19. Juli 2004 | KSS     | GUE/NGL  |             |
|      | Viliam Veteška | 30. April 2003 | 19. Juli 2004 | HZDS    | NI       |             |
|      | Anna Záborská  | 30. April 2003 | 19. Juli 2004 | KDH     | EVP-ED   |             |
|      | Rudolf Žiak    | 30. April 2003 | 19. Juli 2004 | LU      | UEN      |             |